# Merriman
Merriman és una població dels Estats Units a l'estat de Nebraska. Segons el cens del 2000 tenia 118 habitants.

## Demografia
Segons el cens del 2000, Merriman tenia 118 habitants, 51 habitatges, i 31 famílies. La densitat de població era de 44,2 habitants per km².
Dels 51 habitatges en un 29,4% hi vivien nens de menys de 18 anys, en un 51% hi vivien parelles casades, en un 5,9% dones solteres, i en un 39,2% no eren unitats familiars. En el 35,3% dels habitatges hi vivien persones soles el 19,6% de les quals corresponia a persones de 65 anys o més que vivien soles. El nombre mitjà de persones vivint en cada habitatge era de 2,31 i el nombre mitjà de persones que vivien en cada família era de 3.
Per edats la població es repartia de la següent manera: un 27,1% tenia menys de 18 anys, un 5,1% entre 18 i 24, un 20,3% entre 25 i 44, un 25,4% de 45 a 60 i un 22% 65 anys o més.
L'edat mediana era de 42 anys. Per cada 100 dones de 18 o més anys hi havia 95,5 homes.
La renda mediana per habitatge era de 19.250 $ i la renda mediana per família de 23.750 $. Els homes tenien una renda mediana de 21.875 $ mentre que les dones 13.750 $. La renda per capita de la població era de 10.736 $. Aproximadament el 26,7% de les famílies i el 30,1% de la població estaven per davall del llindar de pobresa.

## Poblacions més properes
El següent diagrama mostra les poblacions més properes.

## Fills il·lustres
- Val Logsdon Fitch (1923 - 2015) físic, Premi Nobel de Física de l'any 1980.